# 中华广场 (广州)

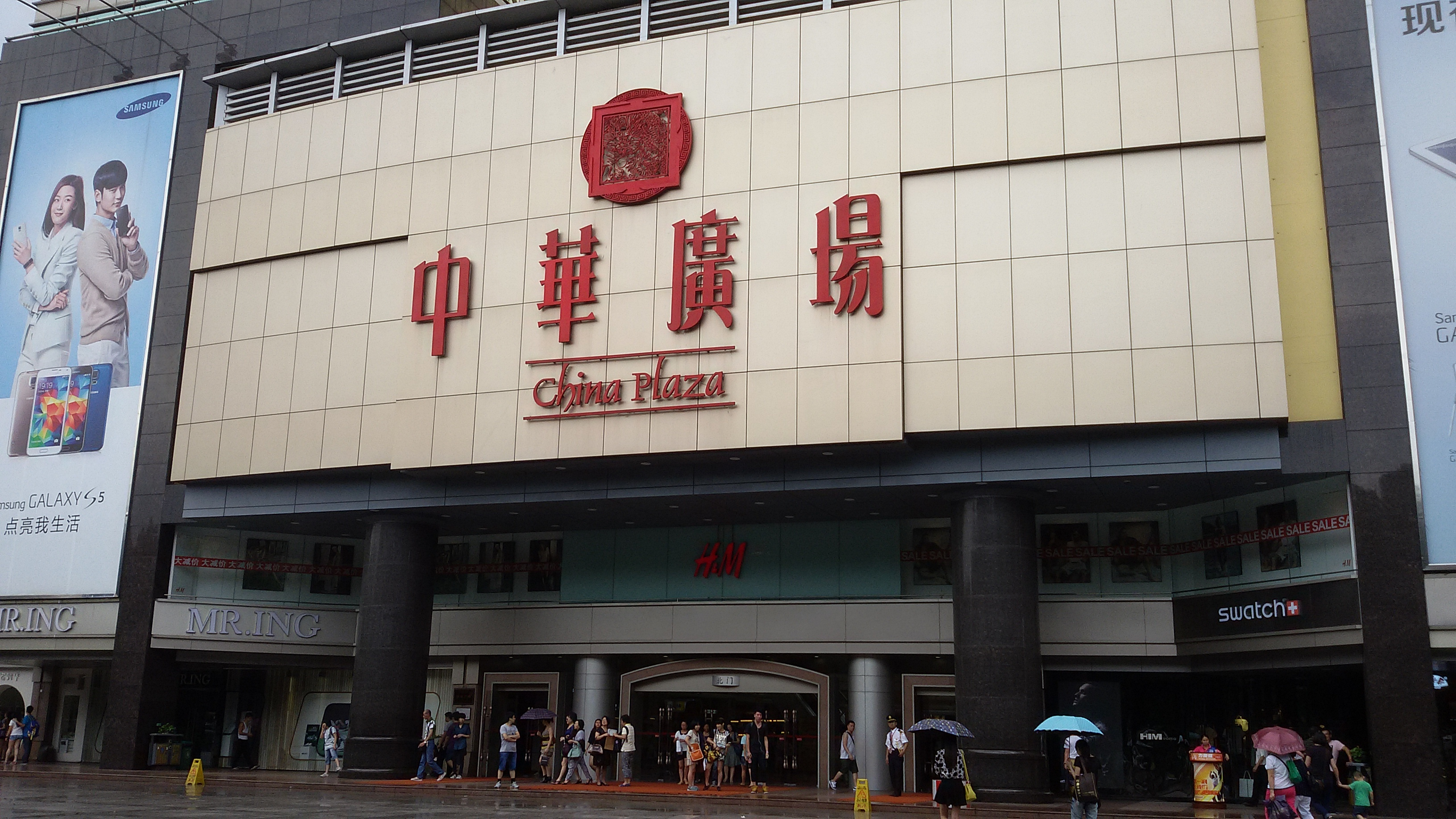
廣州中華廣場正門

中华广场是广州除天河城、正佳广场外的第三大购物中心，由广州兴盛房地产发展有限公司开发，香港昌盛集团有限公司投资建成，并于1999年开业运营。其位于广州市越秀区中山三路与较场西路交界，原址是军工设施江南橡胶厂，地处地铁烈士陵园站上盖，正对广州起义烈士陵园。
中华广场占地3.5万平方米，建筑面积达17万平方米，是个涵括购物、饮食、娱乐等设施的大型综合购物中心，地面楼高九层，设有全国最长的户外观光电梯直达九楼。负二层至负四层地库设有停车场，可提供约一千二百个私家车位。广场身后的中华国际中心是一座甲级写字楼。